# Fomes igniarius
Fomes igniarius là một loài Basidiomycetes trong họ Polyporaceae. Loài này được Speg. miêu tả khoa học đầu tiên năm.
Đây là loài gây hại phát triển phổ biến ở Uzbekistan.